# Panteléievo
Panteléievo (en rus: Пантелеево) és un poble de l'óblast de Vladímir, a Rússia, segons el cens del 2010 tenia 28 habitants. Pertany al districte municipal de Koltxúguino.